# Semka Sokolović-Bertok
Pour les articles homonymes, voir Sokolovic et Bertok.
Semka Sokolović-Bertok est une actrice yougoslave puis croate née le 22 décembre 1935 à Sarajevo et morte le 4 mars 2008 à Zagreb.

## Biographie et carrière
Semka Sokolović-Bertok est née en décembre 1935 à Sarajevo mais vécut principalement à Zagreb. Elle fit ses débuts en 1965 dans le film U mrezi.
Elle fut également  joueuse d'échecs dans sa jeunesse, remportant plusieurs championnats de Croatie de jeunes. Elle était mariée au joueur d'échecs Mario Bertok.

## Filmographie
- 1980 : Maîtres, maîtres
- 1982 : Variola vera
- 1985 : Taiwan Canasta
- 2006 : Sarajevo, mon amour (Ours d'or à Berlin)